# Erik Ramanathan
Erik Douglas Ramanathan, född 22 februari 1971 i Rochester, New York, är en amerikansk jurist som tjänstgjorde som USA:s ambassadör i Sverige 2022–2025. Han har arbetat med insamling för Joe Bidens och Demokraternas valkampanjer och nominerades i oktober 2021 till posten som USA:s ambassadör i Sverige. Senaten bekräftade nomineringen den 18 december 2021 och Ramanathan svors in den 10 januari 2022. Han tillträdde posten den 20 januari 2022.
Erik Ramanathan har en bachelor of arts från Johns Hopkins University och en juristexamen från Harvard Law School. Han har varit en ledare inom HBTQ-rörelsen under tre decennier.